# 中央军委装备发展部国防知识产权局
中央军委装备发展部国防知识产权局，位于北京市，是中央军委装备发展部下属局，负责国防知识产权工作。

## 沿革
1990年7月30日，国务院、中央军事委员会批准发布《国防专利条例》，其中第三条规定：“中华人民共和国国防科学技术工业委员会（以下简称国防科工委）设立国防专利局。国防专利申请，统一由国防科工委国防专利局（以下简称国防专利局）受理和审查；经国防专利局审查认为符合本条例规定的，由中国专利局授予国防专利权。”。依照该条例的规定，中华人民共和国国防科学技术工业委员会国防专利局成为受理和审查国防专利的唯一机构。
1998年，中华人民共和国国防科学技术工业委员会改组为中国人民解放军总装备部，下设有中国人民解放军总装备部国防专利局，负责受理和审查国防专利。2003年，中华人民共和国国家知识产权局同意经中国人民解放军总装备部国防专利局指定的34家机构作为办理涉及国防专利申请事务的专利代理机构。2004年11月1日起，新制定的《国防专利条例》施行，其中第三条规定：“国家国防专利机构（以下简称国防专利机构）负责受理和审查国防专利申请。经国防专利机构审查认为符合本条例规定的，由国务院专利行政部门授予国防专利权。”“国务院国防科学技术工业主管部门和中国人民解放军总装备部（以下简称总装备部）分别负责地方系统和军队系统的国防专利管理工作。”
2012年8月2日，中国国防知识产权战略实施工作会议在北京召开，会上揭牌成立中国人民解放军总装备部国防知识产权局。
在深化国防和军队改革中，2016年1月撤销中国人民解放军总装备部，组建中央军委装备发展部。中央军委装备发展部设中央军委装备发展部国防知识产权局。蔡镭出任中央军委装备发展部国防知识产权局第一任局长。
2017年3月，为深入贯彻落实军民融合国家战略，促进国防专利技术向民用领域转化应用，军委装备发展部国防知识产权局集中解密国防专利3000多件，通过全军武器装备采购信息网陆续发布，首次发布解密国防专利信息2346件。这是国防专利制度实施三十余年来，第一次集中发布国防专利解密信息。

## 历任领导
中华人民共和国国防科学技术工业委员会国防专利局局长
中国人民解放军总装备部国防专利局局长
- 曾永珠（？—？）[8]

……
| 中国人民解放军总装备部国防知识产权局局长 - 蔡镭 少将（2012年—2016年） | 中国人民解放军总装备部国防知识产权局副局长 - 杨建兵（？—2016年） |

| 中央军委装备发展部国防知识产权局局长 - 蔡镭 少将（2016年—） | 中央军委装备发展部国防知识产权局副局长 - 杨建兵（2016年—） - 范高龙（2016年—） |